# Milan Knežević
Milan Knežević (en cirílico serbio: Милан Кнежевић; Titogrado, 24 de marzo de 1980) es un político y poeta montenegrino, fundador y líder del Partido Demócrata Popular (DNP). Actualmente sirve como miembro del Parlamento de Montenegro, así como presidente de la Junta Parlamentaria de Defensa y Seguridad.

## Primeros años y educación
Knežević nació en 1980, en el seno de una familia de origen serbio en Titogrado, República Federativa Socialista de Yugoslavia (ahora Podgorica, Montenegro).
Después de cursar escuela primaria y secundaria en su ciudad natal, se graduó en lengua serbia y literatura eslava del sur en la Facultad de Filosofía de Nikšić. Habla con fluidez serbio, inglés y ruso.
El 13 de noviembre de 2020, contrajo COVID-19.

## Carrera política
Knežević inició su actividad política, en el Partido Popular Socialista (SNP) de tendencia socialdemócrata y conservadora a nivel social. En 2009 fue electo al Parlamento de Montenegro. Antes de las elecciones parlamentarias de 2012, la facción más derechista del SNP liderada por Knežević y su expresidente Predrag Bulatović abandonaron el partido y se unieron a la alianza Frente Democrático (DF) de forma independiente.
En noviembre de 2015, fue elegido presidente del recién formado Partido Demócrata Popular (DNP).

## Controversias

### Implicación en presunto golpe de Estado
El 15 de febrero de 2017, Knežević fue despojado de su inmunidad parlamentaria en relación con un proceso penal en curso en su contra. El 8 de junio de 2017, un tribunal confirmó la acusación de Milan Knežević, en la que se incluyeron a otras trece personas por cargos los de "preparar una conspiración contra el orden constitucional y la seguridad de Montenegro" y un "intento de acto terrorista".
El 18 de octubre de 2017, Knezevic fue condenado a siete meses de prisión por atacar a un policía en octubre de 2015 frente al edificio del Parlamento, durante las protestas del Frente Democrático.